# 紀元前657年
紀元前657年（きげんぜん657ねん）は、西暦（ローマ暦）による年。紀元前1世紀の共和政ローマ末期以降の古代ローマにおいては、ローマ建国紀元97年として知られていた。紀年法として西暦（キリスト紀元）がヨーロッパで広く普及した中世時代初期以降、この年は紀元前657年と表記されるのが一般的となった。

## 他の紀年法
- 干支 : 甲子
- 日本
  - 皇紀4年
  - 神武天皇4年
- 中国
  - 周 - 恵王20年
  - 魯 - 僖公3年
  - 斉 - 桓公29年
  - 晋 - 献公20年
  - 秦 - 穆公3年
  - 楚 - 成王15年
  - 宋 - 桓公25年
  - 衛 - 文公3年
  - 陳 - 宣公36年
  - 蔡 - 穆侯18年
  - 曹 - 昭公5年
  - 鄭 - 文公16年
  - 燕 - 襄公元年
- 朝鮮
  - 檀紀1677年
- ユダヤ暦 : 3104年 - 3105年

## できごと

### 中国
- 徐が舒を奪った。
- 斉の桓公・宋の桓公・江人・黄人が陽穀で会合し、楚を攻撃する相談をした。
- 魯の季友が斉に赴き、盟を交わした。
- 楚軍が鄭を攻撃した。
- 斉の桓公が蔡姫を国に帰した。離婚の手続きがおこなわれないうちに、蔡の人は彼女を再婚させた。